# Hội chứng Melkersson–Rosenthal
Hội chứng Melkersson–Rosenthal  (còn được gọi là "hội chứng Miescher-Melkersson-Rosenthal"), là một rối loạn thần kinh hiếm đặc trưng bởi liệt mặt tái diễn, sưng mặt và môi (thường ở môi trên  - viêm môi hạt) và hình thành nhiều nếp và rãnh ở lưỡi (lưỡi nứt).:799 Khởi phát ở trẻ em hoặc thiếu niên. Sau nhiều đợt tái diễn (từ vài ngày đến vài năm), sưng môi ngày càng kéo dài và tăng dần, cuối cùng chuyển thành mạn tính. Môi có thể trở nên cứng, nứt, và chuyển thành màu nâu đỏ. Nguyên nhân của hội chứng Melkersson–Rosenthal  vẫn chưa rõ, nhưng có thể do yếu tố di truyền. Nó được ghi nhận xuất hiện nhiều trong cộng đồng các dân tộc ở Bolivia. Nó có thể một triệu chứng của bệnh Crohn hoặc Sarcoidosis. Khoảng 400 ca bệnh đã được báo cáo trên toàn thế giới.

## Nguyên nhân
Không được nhầm lẫn với hội chứng Rosenthal hay hemophilia C do thiếu hụt yếu tố XI. Ghi nhận nguyên nhân di truyền do nó liên quan với các cặp sinh đôi và có tính gia đình.

## Chẩn đoán
Chẩn đoán chủ yếu dựa trên lâm sàng. Tuy nhiên, sinh thiết cũng cần thiết trong chẩn đoán, cũng như chẩn đoán phân biệt với các bệnh khác.

## Điều trị
Điều trị triệu chứng và có thể sử dụng thuốc chống viêm không steriod (NSAID) và corticosteroid để giảm sưng, thuốc kháng sinh và ức chế miễn dịch. Phẫu thuật có thể chỉ định để giảm bớt áp lực lên dây thần kinh  mặt và giảm bớt sưng, nhưng hiệu quả của vẫn chưa được khẳng định. Xoa bóp và kích thích điện cũng có thể áp dụng.

## Tiên lượng
Hội chứng Melkersson–Rosenthal có thể tái phát nhiều lần sau lần phát bệnh đầu tiên. Nó có thể trở thành một rối loạn mạn tính. Cần theo dõi để loại trừ bệnh Crohn hoặc sarcoidosis.

## Tên gọi
Tình trạng được đặt theo tên Ernst Melkersson và Curt Rosenthal.<